# Pianosonat nr 16

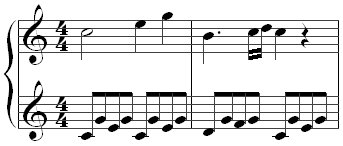
Öppningen av första satsen.

Pianosonat nr 16, även under namnen sonata facile, sonata semplice och K.545, är en sonat av Wolfgang Amadeus Mozart. Stycket, som har beskrivits som relativt lättspelat (vilket gav dess namn sonata facile, enkel sonat), är en av Mozarts mest kända pianosonater. Den blev en del av Mozarts egna tematiska katalog den 26 juni 1788. Bakgrunden till kompositionen är inte känd, det ursprungliga manuskriptet är förlorat och sonaten publicerades inte medan Mozart levde. Den första utgåvan kom 1805 av Johann Anton André.
Sonaten består av tre kortare satser; allegro, andante och en avslutande rondo. Den lades till katalogen samma dag som Symfoni nr 39, en av Mozarts mest kända symfonier.